# Frederick M. Vinson
Frederick M. Vinson (22. ledna 1890, Louisa, Kentucky – 8. září 1953, Washington, D.C.) byl americký právník a předseda Nejvyššího soudu USA.
V 21 letech si založil právní praxi v rodném státě. Ve 33 letech se dostal do Kongresu USA a při prosazování Nového údělu získal politický vliv. V letech 1938 až 1943 působil jako soudce odvolacího soudu v hlavním městě Kentucky. V letech 1945 a 1946 byl ministrem financí USA.
Dne 20. června 1946 byl potvrzen jako předseda Nejvyššího soudu USA. Ten pod jeho vedením vydal několik důležitých rozhodnutí proti rasové segregaci a mnoho stanovisek proti podvratným činnostem.
Na základě americké tradice do jeho rukou složili přísahu dva prezidenti USA:
- 20. ledna 1949 – Harry S. Truman
- 20. ledna 1953 – Dwight D. Eisenhower